# Asics
Asics (アシックス, Ashikkusu, estilizado como ASICS) é uma empresa multinacional de artigos desportivos localizada em Kōbe, Japão. O nome é um acrônimo da frase em latim anima sana in corpore sano (traduzido pela Asics como "alma sã em corpo são"). A Asics é mais conhecida por seus tênis, mas também produz outros calçados, como sandálias, além de roupas (camisetas, jaquetas, moletons, roupas de banho, roupas de compressão, leggings, meias) e acessórios (bolsas, mochilas, bonés).

## História

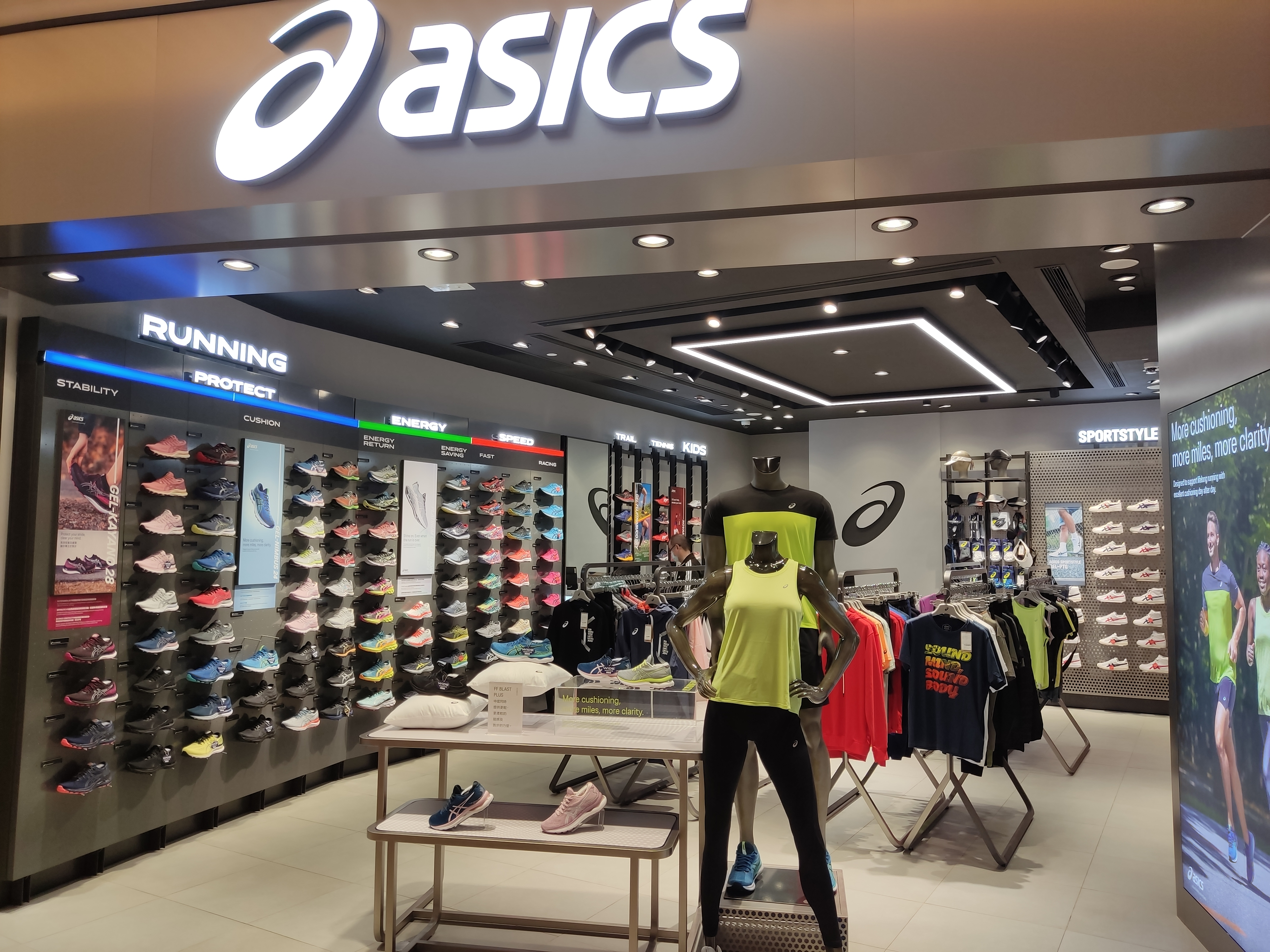
Loja em Hong Kong.

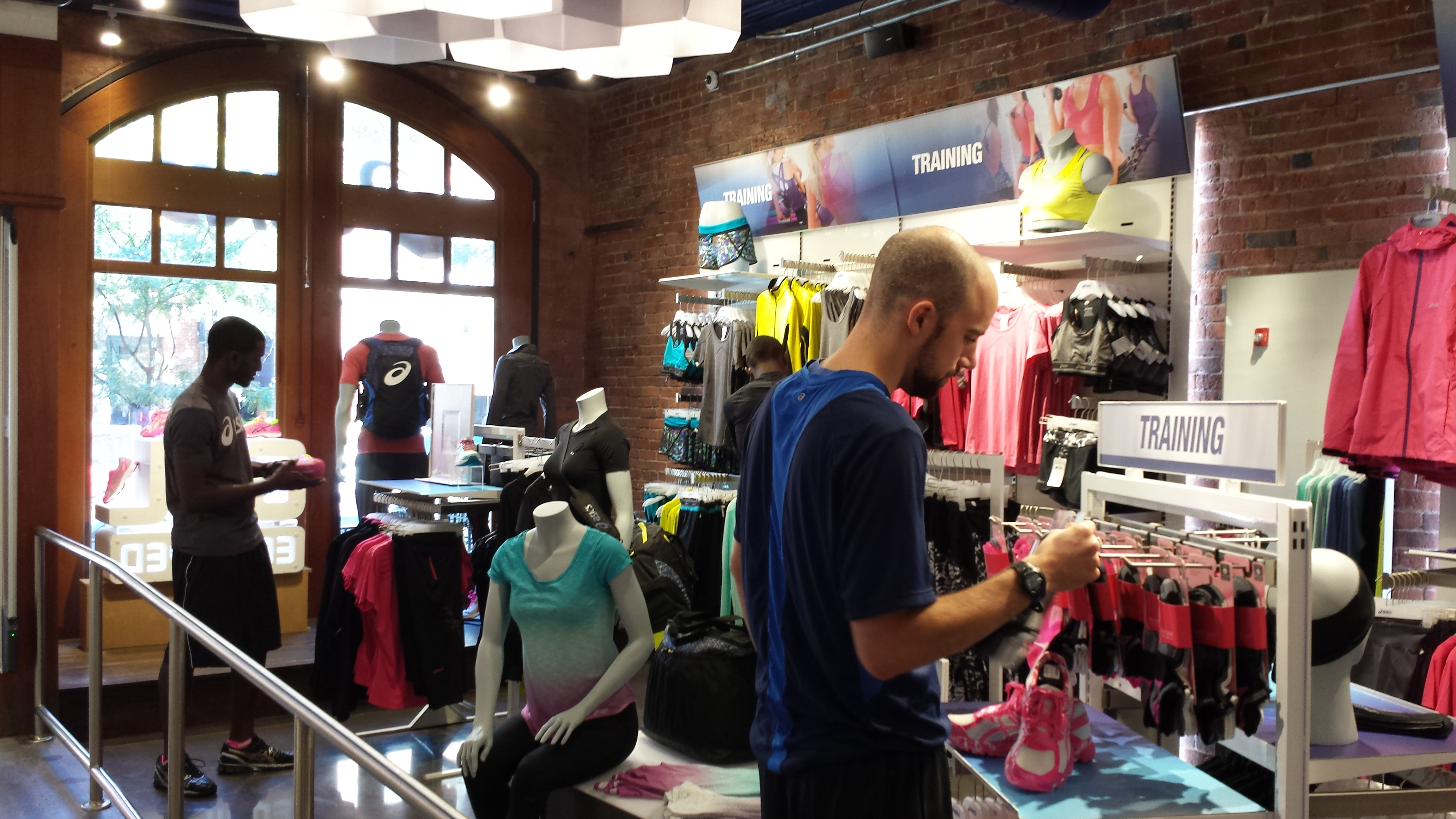
Dentro da loja da Asics na Newbury Street, na região de Back Bay em Boston.

A Asics começou como Onitsuka Co., Ltd em 1.º de setembro de 1949. O fundador Kihachiro Onitsuka começou a fabricar tênis de basquetebol em sua cidade natal de Kōbe, na Prefeitura de Hyōgo, Japão. A gama de atividades esportivas atendidas pela empresa se expandiu para uma variedade de estilos olímpicos usados desde a década de 1950 por atletas em todo o mundo. Onitsuka ficou especialmente conhecida pelo design México 66, no qual as distintivas listras cruzadas (agora sinônimo da empresa) foram apresentadas pela primeira vez; o artista marcial Bruce Lee ajudou a popularizar o calçado. A Onitsuka Tiger fundiu-se com a empresa de artigos de pesca e esportivos GTO e o fabricante de uniformes atléticos Jelenk para formar a Asics Corporation em 1977; Onitsuka foi nomeado presidente da nova empresa. Apesar da mudança de nome, uma linha vintage de tênis Asics ainda é produzida e vendida internacionalmente sob a etiqueta Onitsuka Tiger. Em 2015, a Asics lançou sua marca de estilo de vida "Asics Tiger" para comercializar roupas esportivas inspiradas nos designs da empresa das décadas de 1970 a 1990.
Entre 2002 e 2007, a Asics foi representada no Brasil pelo grupo Vulcabras-Azaleia, quando a empresa decidiu criar sua própria operação no país.
A Asics comprou a marca sueca de produtos para atividades ao ar livre Haglöfs por 11,4 bilhões de ienes (128,7 milhões de dólares) em 12 de julho de 2010. Em fevereiro de 2016, a Asics adquiriu o aplicativo de fitness Runkeeper.
A Asics gerou 484,6 bilhões de ienes em vendas líquidas e 19,9 bilhões de ienes em lucro líquido no ano fiscal de 2022. 53% da receita da empresa veio da venda de tênis de corrida de performance, 20% de outros calçados, 7% de vestuário e equipamentos, e 9% da Onitsuka Tiger. 25% das vendas da empresa foram no Japão, 22% na América do Norte, 27% na Europa, 13% na China e 19% em outras regiões.
Em 2021, a Asics lançou a Unoha (ウノハ), uma marca voltada para mulheres. A marca vende principalmente seus produtos online e não utiliza locais físicos além de pop-ups temporários que aparecem em todo o Japão. Além de ser uma marca de roupas focada em mulheres, a Unoha também se comprometeu a usar materiais orgânicos e ecologicamente corretos em seus produtos. A primeira embaixadora da marca Unoha foi Harumi Satō.

### Relacionamento com a Nike
A Nike, Inc. (originalmente conhecida como Blue Ribbon Sports) foi fundada para vender os calçados da Onitsuka Tiger nos Estados Unidos. Quando Phil Knight visitou o Japão em 1963, logo após se formar na Universidade de Stanford, ele ficou impressionado com os calçados Onitsuka Tiger e imediatamente visitou o escritório da marca e pediu para ser o representante de vendas deles nos Estados Unidos. Após alguns anos, a relação se desgastou e ambas as empresas processaram uma à outra, com a Nike mantendo os direitos de nomeação de vários calçados.

## Patrocínios

### Comitês olímpicos
- Austrália[15]
- Filipinas[16]

### Atletismo
Equipes nacionais
- Bulgária
- Coreia do Sul[17]
- Equipe de Atletas Refugiados[18]
- Japão[19]
- Países Baixos[20]

Atletas
- Valarie Allman[21]
- Grace Barnett[21]
- Emma Bates[21]
- Taliyah Brooks[21]
- Alli Cash[21]
- Payton Chadwick[21]
- Lindsay Flanagan[21]
- Johnny Gregorek[21]
- Kate Hall[21]
- Sara Hall[21]
- Candace Hill[21]
- Deena Kastor[21]
- Demek Kemp[21]
- Fred Kerley[21]
- Makenna Myler[21]
- Nico Montanez[21]
- Makena Morley[21]
- Diane Nukuri[21]
- Kiara Parker[21]
- Jelena Rowe[21]
- Ben True[21]
- Clayton Young[21]

### Basquetebol
Equipes
- Kawasaki Brave Thunders[22]

Jogadores
- Tenketsu Harimoto[23]
- Yuki Kawamura[24]
- Keisuke Masuda[25]
- Ryusei Shinoyama[26]

### Beisebol
Jogadores
- Yu Darvish[27][28]
- Yoshihiro Maru[28]
- Masato Morishita[28]
- Shota Nakazaki[28]
- Seiya Suzuki[28]
- Kosuke Tanaka[28]
- Hideaki Wakui[28]

### Críquete
- Austrália[29][30]

### Futebol
Times
- FC Imabari[31]
- Vissel Kobe[32]

Jogadores
- Shion Honma[33]
- Ryotaro Ito[33]
- Takumi Kamijima[33]
- Shinnosuke Nakatani[33]
- Yuta Nakayama[33]
- Shinji Ono[33]
- Takehiro Tomiyasu[33]
- Takeshi Uchino[33]
- Kota Watanabe[33]
- Miki Yamane[33]
- Ayumu Yokoyama[33]

### Futebol australiano
- Western Bulldogs[34]

### Luta
- Jordan Burroughs[35]

### Rugby
- Austrália[36]

### Tênis
- Mona Barthel (apenas tênis)[37]
- Yannick Hanfmann (apenas tênis)[38]
- Dominik Koepfer (apenas tênis)[38]
- Sebastián Báez (apenas tênis)[38]
- Alex De Minaur[38][39]
- Jason Kubler[37]
- Julia Grabher (apenas tênis)[37]
- David Goffin[38]
- Laura Pigossi[40]
- Beatriz Haddad Maia[41][42][43][44]
- Tsvetana Pironkova (apenas tênis)[37]
- Vasek Pospisil (apenas tênis)[38]
- Nicolás Jarry[38]
- Zhang Shuai[37]
- Borna Ćorić[38][39]
- Petra Martić (apenas tênis)[37]
- Donna Vekić (apenas tênis)[37]
- Alex Molčan[38]
- Jen Brady[45]
- Christopher Eubanks[38]
- Claire Liu[37]
- Alycia Parks[37]
- Tennys Sandgren (apenas tênis)[38]
- Coco Vandeweghe[37]
- Kaia Kanepi (apenas tênis)[37]
- Emil Ruusuvuori (apenas tênis)[38]
- Arthur Fils[38]
- Corentin Moutet[38]
- Diane Parry[37]
- Lucas Pouille (apenas tênis)[38]
- Arthur Rinderknech (apenas tênis)[38]
- Luca Van Assche (apenas tênis)[38]
- Matteo Berrettini (apenas tênis)[38]
- Salvatore Caruso (apenas tênis)[38]
- Jasmine Paolini[37]
- Shintaro Mochizuki[46]
- Yosuke Watanuki[47]
- Tallon Griekspoor (apenas tênis)[38]
- Botic van de Zandschulp (apenas tênis)[38]
- Tim van Rijthoven (apenas tênis)[38]
- Verónica Cepede Royg[37]
- Harriet Dart (apenas tênis)[37]
- Daniel Evans (apenas tênis)[38]
- Aslan Karatsev (apenas tênis)[38]
- Novak Đoković (apenas tênis)[21][38][45]
- Dušan Lajović (apenas tênis)[38]
- Rebecca Peterson (apenas tênis)[37]
- Belinda Bencic[21][37]
- Viktorija Golubic[37]
- Marc-Andrea Hüsler (apenas tênis)[38]
- Pablo Cuevas (apenas tênis)[38]

#### Soft tennis
- Hayato Funemizu[48]

### Triatlo
- Henri Schoeman[49]
- Mario Mola[50]
- Flora Duffy[21]
- Gwen Jorgensen[51]

### Voleibol
Seleções
- Japão (masculino)[52]

Universidades
- Oregon State[53]

Jogadores
- Yuji Nishida[54]
- Masahiro Yanagida[55]